# 佐佐木尚
佐佐木尚（日语：佐々木尚），日本男性漫畫編輯者。少年漫畫雜誌《週刊少年Jump》（集英社）編輯、《週刊少年Jump》第9任總編。

## 來歷、人物
大學畢業之後，立即進入大型漫畫雜誌出版社集英社上班。然後以《週刊少年Jump》的編輯一職，提攜過和月伸宏的代表作《浪客劍心》等作品。從那之後，他升任《週刊少年Jump》副總編。然後在2008年3月27日，從代理總編升為總編（《週刊少年Jump》第9任總編，擔任2011年29號發行之後為止）。
《週刊少年Jump》編輯擔當時期，曾以AFS年度第26期留學生身份前往美國，並藉由留學的經驗以AFS日本協會情報委員會會員身份投入志工活動。因此他說「當日本國內的讀者群已達到飽和時，就是在海外拓展的時候」。
2015年現在，佐佐木在美國舊金山的出版社，負責Jump漫畫翻譯成英語版的發行。
此外，本人亦在大場鶇（原作）&小畑健（負責漫畫）作品《爆漫王。》中作為《週刊少年Jump》編輯長的設定登場。

## 負責作品
- 烏龍派出所（秋本治）－第4任（1991年）編輯。從第686話起就任有1年1個月的時間[4]。
- JoJo的奇妙冒險 不滅鑽石（荒木飛呂彥）－第2任（1992年－1993年）編輯[5]。
- BØY（梅澤春人）－1993年間擔任
- 浪客劍心（和月伸宏）－從1994連載開始至1999年完結擔任。
- 靈異教師神眉－1993年間擔任
- 靈異E接觸（冨樫義博）－1995年至1996年間[6]。

## 相關項目
- 週刊少年Jump